# Kodeks medicinske deontologije Slovenije
Kodeks medicinske deontologije Slovenije je temeljno besedilo ZZS, ki ureja dolžnosti zdravnikov in zobozdravnikov na področju Republike Slovenije. Sestavlja ga 64 členov, ki z upoštevanjem etičnih načel natančno opredeljujejo sprejemljiva zdravnikova ravnanja. Besedilo kodeksa je bilo sprejeto na 3. redni seji skupščine Zdravniške zbornice Slovenije 12. decembra 1992 in z manjšo dopolnitvijo spremenjeno 24. aprila 1997. Gre za temeljni akt, na katerega se naslanja večina odločitev Komisije Republike Slovenije za medicinsko etiko. Uporabo kodeksa ureja 71. člen Zakona o zdravniški službi, ki za preverjanje ravnanja zdravnikov in ukrepanje ob morebitnih kršitvah pooblašča Zdravniško zbornico Slovenije.   

## Zgradba in vsebina

#### Uvodne določbe
Uvodne določbe sestavlja en člen, v katerem je delno povzeta vsebina Hipokratove zdravniške zaprisege. Gre za edini člen zapisan v prvi osebi ednine. V njem so naštete obljube, h katerim se zavezuje bodoči zdravnik. Ta del kodeksa od zdravnika zahteva, da svoj poklic opravlja vestno in odgovorno ter kot najvišjo zapoved pri svojem ravnanju upošteva ohranjanje in obnavljanje zdravja svojih varovancev.

#### Splošne določbe
Splošne določbe sestavlja šest členov. Slednji zdravnika postavljajo v položaj, kjer je pri opravljanju svojega poklica avtonomen v mejah lastne usposobljenosti. Pri opravljanju zdravniške službe je zdravnik neodvisen in za svoje delo odgovoren pred svojo vestjo, bolnikom in družbo. Zdravnik se mora stalno izobraževati in uporabljati le tiste diagnostične in terapevtske metode, ki so znanstveno utemeljene in preverjene. Kodeks zdravnika opredeljuje kot javnega delavca. Nalaga mu dolžnost širjenja znanja med kolegi in od njega zahteva nudenje nujne medicinske pomoči ter delovanje v izjemnih razmerah. Kodeks v tem delu zdravniku nalaga tudi odgovornost, da odkriva zdravnike, ki delujejo nestrokovno, nepošteno in se poslužujejo prevar in pridobitništva.

#### Posebne določbe
V teh določbah kodeks natančno opredeljuje zdravnikovo ravnanje v različnih segmentih njegovega poklicnega dela in prostega časa. Posebne določbe sestavlja 53 členov razdeljenih v deset sklopov. 
1. Zdravnik in družba
2. Zdravnik in bolnik
3. Odnosi med zdravniki
4. Zdravnik in poklicna molčečnost
5. Zdravnik, načrtovanje družine in splav
6. Pomoč pri umiranju
7. Zdravnik in biomedicinske raziskave ter nove metode zdravljenja
8. Zdravnik in prisilno zdravljenje
9. Zdravnik izvedenec
10. Zdravnik nadzornik[1]

#### Končne določbe
Končne določbe opredeljujejo, da so Kodeks medicinske deontologije in smernice Svetovnega zdravniškega združenja obvezne za vse zdravnike in zobozdravnike v Sloveniji. Sestavljene so iz štirih členov.